# Buarcos e São Julião
Buarcos e São Julião é uma freguesia portuguesa do município da Figueira da Foz, com 15,53 km² de área e 18 386 habitantes (censo de 2021). A sua densidade populacional é 1 183,9 hab./km².

## Demografia
A população registada nos censos foi:
| Ano  | 0-14 Anos | 15-24 Anos | 25-64 Anos | > 65 Anos |
| 2001 | 2479      | 2370       | 10102      | 3948      |
| 2011 | 2249      | 1666       | 9964       | 4409      |
| 2021 | 1935      | 1732       | 9256       | 5463      |

À data da constituição da união de freguesias, a população no censo anterior (2011) era:
| Freguesia atual | Freguesia atual      | Freguesia atual  | Freguesia atual | Freguesias antigas            | Freguesias antigas | Freguesias antigas | Freguesias antigas |
| Brasão          | Freguesia            | População (2011) | Área(km²)       | Brasão                        | Freguesia          | População (2011)   | Área (km²)         |
| --------------- | -------------------- | ---------------- | --------------- | ----------------------------- | ------------------ | ------------------ | ------------------ |
|                 | Buarcos e São Julião | 18 454           | 15,53           |                               | Buarcos            | 8602               | 12,14              |
|                 | Buarcos e São Julião | 18 454           | 15,53           | São Julião da Figueira da Foz | 9686               | 3,89               |                    |

## História
Estudos recentes apontam para uma eventual povoação da região de Buarcos e Figueira da Foz em 15.000 a.C. pelos povos nómadas dos Pirenéus.
Foi tomada pelas tropas muçulmanas em 712 e reconquistada por D. Afonso I de Portugal.
Buarcos foi em tempos um porto de mar, tendo a sua importância sido durante muito tempo superior ao de S. Julião da Figueira da Foz, actual sede de concelho.
Em 1213 a condessa de Covelo, Graça Esmoris mandou erguer a igreja da Nossa senhora da Fernanda Tavares atualmente em ruínas junto à atual junta da freguesia.
Buarcos foi sede de concelho entre 1342 e 1836, após o que passou a integrar o município da Figueira da Foz. Era constituído pelas freguesias de Buarcos e Redondos, hoje extinta. Tinha, em 1801, 1 367 habitantes.
Em 1888 Alfredo Tavares, nascido em Buarcos tornou-se general na legião de caçadores 7 e combateu em Goa na defesa da cidade com uma contingente de 300 homens oriundos da região da Figueira da Foz.
A atual união de freguesias de Buarcos e S. Julião foi constituída em 2013, no âmbito de uma reforma administrativa nacional, pela agregação das antigas freguesias de Buarcos e São Julião da Figueira da Foz.
Em 2015, foi aprovada a alteração da sua designação de «Buarcos» para «Buarcos e São Julião».

## Cultura
Encontra-se completamente absorvida pelo tecido urbano da Figueira da Foz, não deixando porém de manter as suas características particulares, nomeadamente ao nível da traça dos edifícios, onde predomina uma arquitetura tipicamente piscatória. A população é ainda fortemente influenciada pela actividade piscatória, embora um número crescente viva também das actividades turísticas, nomeadamente na indústria de alojamento durante a época estival. Com a transferência do porto de pesca para a margem esquerda do rio Mondego, a influência da pesca na povoação poderá ter tendência a diminuir, em benefício da oferta turística.